# Niqmepa
Niqmepa (VI.) (* vor 1329 v. Chr.; † frühestens 1265 v. Chr.) war von 1313 v. Chr. bis mindestens 1265 v. Chr. ugaritischer König. Seine lange Regierungsdauer ist durch die schriftliche Überlieferung der Texte aus Ugarit und Ḫattuša gut belegt.
Im 9. Regierungsjahr des Muršili II. folgte Niqmepa auf den Thron. Sein politisch markantestes Dokument stellt die Erneuerung des Friedensvertrages mit Muršili II. dar, der weiterhin die Oberherrschaft Ḫattis über Ugarit garantierte. Als der hethitische Großkönig Ḫattušili III. ca. 1266 v. Chr. die Herrschaft übernahm, regierte Niqmepa noch immer, wie ein Vertrag mit hethitischen Händlern aus Ura zeigt.